# 131
131 рік — невисокосний рік, що почався в понеділок за григоріанським календарем. 
Римська імперія •  Парфянське царство •  Кушанське царство •  Східна Хань •  Сармати

## Геополітична ситуація
Римську імперію очолює імператор Адріан (до 138). Імперія  займає Апеннінський, Піренейський та Балканський півострови, Галлію, частину Британії, Близький Схід, Північну Африку включно з Єгиптом. 
Наймогутніша держава центральної Азії — Парфянське царство. Наймогутніша держава Індостану — Кушанське царство. Династія Хань править у Китаї.  Корейський півострів ділять між собою Три корейські держави. 
Триває докласичний період цивілізації мая.
На території майбутньої України, в степах Причорномор'я, кочують сармати, північніше — племена Черняхівської культури.

## Події

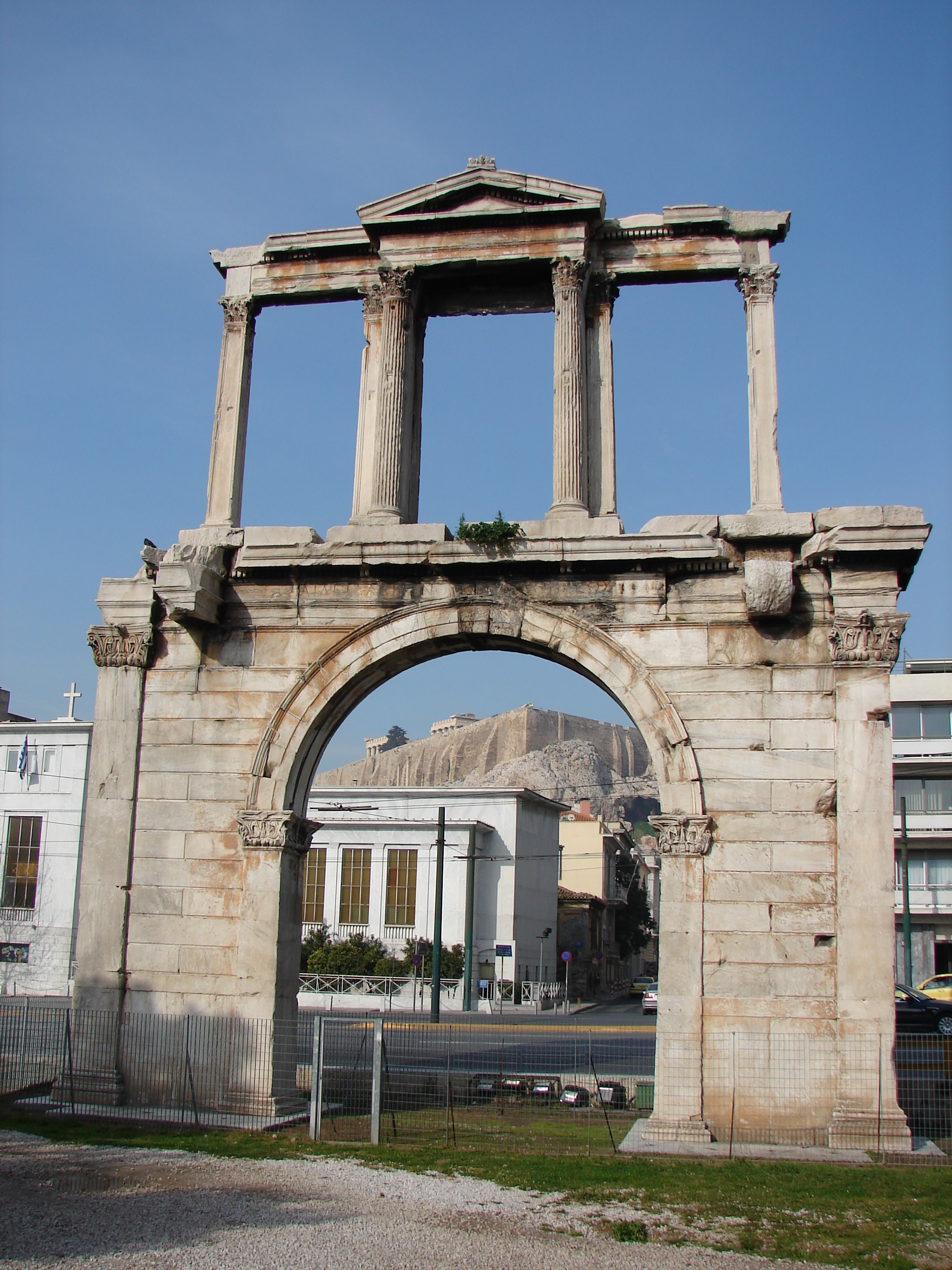
Арка Адріана в Афінах.

- Римськими консулами були Марк Сервій Октавій Ленат Понтіан та Марк Антоній Руфін.
- Намісником Каппадокії став друг імператора Арріан[1].
- Римський імператор Адріана видав указ про заборону обрізання, яке в римському праві було прирівняно до кастрації. Адріан також заборонив під страхом смертної кари публічне читання Тори та дотримання шабату й висвячення равинів[2].
- В Афінах споруджено Арку Адріана.
- Збудовано Храм Баалшаміна в Пальмірі.
- Євмен Александрійський став єпископом в Александрії.
- У Хамі (Східний Туркестан) засновано військове поселення китайських селян-прикордонників.
- 18 лютого почалося правління імператора Сейму в

## Народились
- Клавдій Гален (за іншими даними — 129) — грецький лікар, хірург і філософ римської доби.